# Reform Act 1832

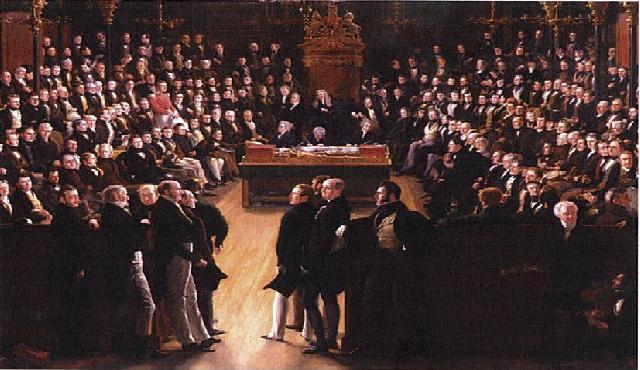
Målning av George Hayter.

Reform Act 1832 var en parlamentsakt i Förenade kungariket Storbritannien och Irland. Genom den ökade antalet röstberättigade till cirka 813 000 vuxna män, eller totalt en femtedel av den manliga befolkningen.

### Fotnoter
1. ↑  ”Building Britain: The Great Reform Act”. 2 oktober 2003. http://news.bbc.co.uk/2/hi/programmes/bbc_parliament/3159652.stm. Läst 29 juli 2015.